# Hans Holten Hansen
 Der er flere personer med dette navn, se Hans Hansen.
Hans Holten Hansen (23. november 1966, Hørsholm) er en dansk digter, forfatter og musiker. Han er uddannet fra Forfatterskolen 1991. Han spiller el- og kontrabas og har blandt andre spillet sammen med How Do I, Olesen-Olesen (har medvirket på to plader med dem) og Nikolaj Nørlund. Foruden den lyriske, tekstbårne rock spiller han også bebop-jazz og har i den forbindelse arbejdet sammen med blandt andre Anders Remmer.
Blandt sine litterære inspirationskilder nævner Holten Hansen Italo Calvino, Peter Laugesen, Samuel Beckett og Per Olov Enquist.

## Udgivelser
- Inkognito, Samleren, 1997 (Digte)
- Omslag, Samleren, 2000 (Digte)